# 超能力大戰
《超能力大戰》（NEEDLESS）是今井神的基督教末世論題材漫畫作品，並改編為同名電視動畫。2003年起在集英社的Ultra Jump雜誌上開始正式連載（不定期刊登的NEEDLESS ZERO早在2001年），至2013年六月號第一部完結，全16冊，外傳2冊，相似世界觀的姐妹作Black spot全2冊。

## 背景

### 創作源起
作者今井神中學時便開始構思創作了一系列的同人誌，並開始在1997年推出發售，最後到2000年完成了一共二千多頁的同人漫畫，稱為Needless 1,Blackspot,Needless 2，三個故事有關未來末世時基督復臨為題材的。
而現在的布萊德本是最後的敵人首領，後改為第一部的男主角，Blackspot男主角該隱為阿克萊特與左天原型的，敵人首領是基頓博士的原型，女主角是阿克萊特的基體，女主角群體即是少女部隊，未央是其叛徒，而亞當·諾伊休凡·舒坦因是後期的女主角和剎那跟夏娃的原型。
後來作者以Needless1和Needless 2中間的短編Needless 1.5，參加了集英社新人獎比賽獲得亞軍出道，旋即把同人誌改編成商業性連載。

### 故事介紹
- 原著故事的引子

二十一世紀中，因为第三次世界大戰至世界被核彈轟炸。
日本被核彈轟炸過的各地，出現了被稱為“BS（Black Spot，黑域）”的巨大污染區域，戰後恢復期的頭數十年都沒有被重建，而且被高牆所包圍和禁止進入，在晚上的空中被鄰近的重建都市的燈光反映成黑暗的一面。
但「不知從什麼時候起」，在那荒涼的陸地上出現了住民，雖然他們被城里的人當作是“無用者”，但是他们當中有著具有特異能力的人，火、風、重力，人們把這些具有超自然力量的人敬畏地稱為——NEEDLESS！
2130年前後神秘的龐大企業西緬，進駐了位於東京的黑域開始為所欲為，他们控制擁有特殊能力的變異人開始掃除反抗勢力。
而少年庫鲁斯在參與對抗西緬的首領戰鬥中失敗，在西緬的追殺下一路逃命，途中遇到和西緬的阿克萊特首領同樣擁有驚人能力的暴力神父亞當·布雷德，於是西美翁派出的Needless和他便展開了一場激烈的戰鬥……
- 實際背景設定

二十一世紀後期，日本發動第三次世界大戰，末期被敵國核彈狂炸，使全國大部分人民死亡和大都市淪為被污染的廢墟，因為如果夜晚的空中，看在新建的都市燈光映照下，廢墟就像光明中的黑斑一般的故稱BS。
神秘的救世主基督二世現身拯救災民，但被世界觀中影響全球的組織，666委員會所殺害。
之後突然有很多人身上顯現了和祂相似的力量，但在戰後和平的人民不理解而把其放逐到“BS（Black Spot，黑域）”，和稱為Needless（廢材）。
這條法律稱為衛生基準法第104條。

## 用語
超能力
等同於神蹟的般的力量，稱為碎片Fragment是因為西美翁方面認為，現實每位Needless的能力都很單一，像是神的力量的碎片一般。
表面上每人只能擁有一種能力是大原則，除了基督二世及亞當計劃的實驗體以外，這很可能是因為needless無意識中為了防止死於逆拒絕反應，而故意減輕兩個人同時覆蓋所有可能的能力的機會。實際很多能力本身是可以當作多用途的，加上能力者本身的肉體，是可以以常規的方式，產生能力的效果，所以單獨擁有多種能力的意義不大。最後被解釋是把阿克萊特當作打開異次元的門的祭品
反之很多能力都是同類型，和使用相似的物理機制和身體部位產生效果，可是在表面來看卻像是完全不同的能力一樣。
黑域（Black Spot 簡稱BS）
第三次世界大戰時，日本遭到眾多國家用核子彈轟炸，而產生的嚴重汙染區域，全國各地大大小小共40多個。
住在裡面的人們被「城市」稱作「無用者（Needless）」，是個無法無天的不法地帶，故事的主要舞台。
能力者
其實是Needless等同用語，但有別於普通的BS居民。
起初觀眾和讀者所知道的情報是，有超能力的人類。
但在城市編開始被掀發了真相，是人類和高維度世界的生物天使融合的產物。
嚴格上類似不死之身，而在666委員會的世界觀等如基督教聖人。
鋼鐵山
在第三次世界大戰發生前，負責管理日本所有個人資料和國家機密的地方，由全世界最強的保全系統守護，迪斯克的據點。
半機械人
指保留大腦及部分主要器官，與機械組合而成的人，壽命比普通人長得多，而在「黑域」由於資源極度缺乏，是相當難見到半機械人的。
失落的環節（Missing Link）
西美翁對強大的能力者的稱呼，意思是在人類進化成神中間的「失落環節」，幾乎每個人都是西美翁的幹部。
白毫
「亞當計畫」的產物，是一顆鑲嵌在額頭中間的水晶，直通大腦，可以透過這項裝置直接學習能力。
伊甸的蘋果
是一種「會汙染大腦，改變基因的強力病毒」，也是所有變異人超能力的源頭，對普通人來說是致命的生化武器，但也有人的能力因此而覺醒，目前只有666人委員會有能力萃取，源頭是「聖骸」。對於本來已是needless的人來說，伊甸種子還是可以治任何傷患和提升能力的手段，但每次使用的劑量有一定的限制。
伊甸種子
在漫畫中後期指稱伊甸的蘋果。
ESP病毒
黑色引力(精神控制能力)的真正擁有者獨有的病毒，不像伊甸種子致命，但可以控制包括了needless在內任何生物。已知的唯一源頭是西緬少女部隊的胡桃，即使有學習了這能力的阿當系列成員，也無法主動使用的。
逆拒絕反應
當兩個「神」或「神的複製人(起初在讀者角度便是「亞當系列成員」)」相遇的時候，會因為「神只有一個」的規則發生一連串反應：
1. 時空矛盾確認
會對兩個「神」或「神的複製人」進行記憶檢索，確認時間空間有無混亂。
2. 能力封印
確認時空沒有混亂之後，將兩個「神」或「神的複製人」的能力歸零，除固有能力之外，學習過的能力都會消失。
3. 質量能量化
兩個「神」或「神的複製人」將融合成一個，而多出的質量將遵守E=mc2定理全部化成能量，產生大爆炸。

- 布雷德和阿克萊特相遇時並沒有進行最後一個步驟，在漫畫和動畫的原因不同。

動畫中則是因為666人委員會建造了特殊的力場生成器，所以沒有發生第三階段。
原著中掀開真相是，除了阿克萊特外，所有現存的亞當系列都並非複制人，而是經半機器人技術強化的Needless，透過zero能力互相學習能力，刻服了只有單一能力的局限，稱為「全能者」，是無止境地趨近神的能力者。
聖痕（Stigma）
傳說中是最強的12名Needless擁有的特徵(112話已全確認)，據說是因為他們擁有最多的「伊甸的蘋果」(基督二號的基因)，使用時會在身體上浮現圖案(位置不定)。
目前已知擁有者:亞當・阿克萊特(腹部)、左天(左臂)、未失去「變身」能力時的亞當·布雷德(腹部)、再登場的右天(左大腿)、再登場的照山(右臂)、賽特、索兒凡、修特羅姆、哈特·菲爾德、亞路佳、樓閣寺離瑠`古魯斯。
真相聖痕不過是去異次元世界的道具，而阿克萊特是接受聖痕開門的祭品。
人型聖約
對外宣稱是用於救災現場的狹窄場所作業用聖約，實際上則是用於在狹窄場所進行鎮壓的戰鬥機器人，成功的將原型的裝甲、火力保留下來，代號「小聖約子」。
次元兵器
三次大戰時日本所開發的最終兵器，能夠把對像的經過高維度空間，送去或拉進不同的時空中。原理可以發展成擬似超光速旅行的如曲速引擎的技術，而在城市編中鎮壓needless的王牌武器便是宇宙戰艦上，很可能搭載了本武器或相似原理的超光速航行引擎，才把貝賴德軍團驅趕往西緬研究所。日本在三戰時為了消滅敵國意圖發射前，被各國的核彈狂炸而誘爆。後果是日本變成了廢墟，並把兩個天使吸入了日本。

## 迪斯克的「工事園」資料庫
超能力大戰裡出現的實物，於漫畫報出的所有的資料大百科說明。
大蠻牛強精果凍飲料
最高強力的營養飲品，但口味不佳曾經一度停產，可是因為一瓶便有五千個千卡路里的熱量，傳說只飲一口便可以數日不用吃食物，而深受到貧民歡迎而重新生產。
資料解讀機
基多用來解讀晶片的儀器，專門解讀各種非正統模格和舊式電腦儲存資料用媒體。
聖約
第三次世界大戰時開發的兵器，四足步行式的機器人，常被用作交通工具和戰鬥。
基督2號
故事中的救世主，最古老兼最強的變異人，帶領戰後的日本走向復興，卻突然神秘地去世。
兔子娃娃
未央的娃娃，其實是潔貝特以奧里哈鋼製作的玩偶，非常沈重。
百科辭典
迪斯克的「大容量記憶卡」，內容有鋼鐵山的機密資料和迪斯克在這100年來所蒐集的資料，只有迪斯克才能解讀。
旋風噴射槍
梔手臂上內裝風扇的特殊武器，可以把香氣散發出去，還可以倒吹加強出拳的速度和力度。
能量吸收裝置
西美翁大廈的囚禁室內，一件可以吸收被捕的變異人的能量的儀器，專門用來囚禁變異人。
布里瑪利亞
見NEEDLESS角色列表的西美翁其他。
反戰車武器聖約
比一般聖約大3倍左右的巨型聖約，高度5.5m，雙肩裝備了反戰車砲，還配備了變異人感應器、雷射砲、火神砲、火箭等武器，型號是ZM-8。
第三防護區
西美翁在BS大樓的地下室中，設有供少女部隊失落的環節三人組的專用練習場，被裝修成像真實普通少女的房間（大部分是依未央的喜好），不過是面積和道具都放大了數十倍的巨大房間。
工事園
第三次世界大戰後推出的一本辭典，是一本記載了世界上發生過的所有事情的百科全書，目前最新的版本是第52版。
書名是出自於大戰後佔領軍的指揮官，見到日本正在重建的樣子，而說了：「這個國家好像是正在工事中的幼稚園」。
第1版原本是記載日本復興過程的書籍，因獲得廣大迴響而不斷增補，現在則成了全世界最詳盡的「辭典」，也代表了日本戰後令人驕傲的重建過程。
白毫
本是指佛陀額頭前的一撮頭髮。故事中是指亞當系列的記號，外觀是一個安裝在額頭的水晶，直接連結到腦部使用Zero能力的控制中樞，可以透過接觸對方額頭學習其能力，只要對方未完全腦死都有用。
死神的聖劍
賽特的巨大聖劍，據說是由死神的頭蓋骨所製成，劍柄有特殊的感應器，當持劍的變異人發動能力的時候，骷髏頭的眼睛便會發出光芒。
其實只是一把又鈍又重的大刀。
聖經
故事中未來的「新約聖經」，內容收錄了「基督二世」的言行，而現在的新約變成舊約，本來的舊約則變成舊·舊約。
其中的一句話：「當別人的你的右臉時，就回敬他的左臉」
666人委員會
俗稱「三六」，是幕後掌控全世界的秘密組織，主要成員是各國政府的重要人士，擁有非常強大的經濟力和影響力，在第三次世界大戰後，不斷延攬日本人入會，他們也是「亞當計畫」的幕後推手。
AP(亞當計畫)
為了使基督2號復活，而複製基督2號的實驗，包括阿克萊特在內，共有78個失敗作品，在計畫即將被取消的關鍵時刻，布雷德誕生了。
阿克萊特和布雷德的名字是一名叫荻葉香澄的EP的女成員命名的。
以數字作為識別號碼。
雖然「666人委員會」千方百計的想取得AP的資料，但AP的研究人員和部分日本官員將其當作交涉籌碼而不肯交出，甚至隱瞞了聖骸的存在。
EP（夏娃計畫）
由於亞當系列的遺傳因子的排列以及染色體的構造與常人不同，無法與人類女性生兒育女，為了避免亞當系列只有一代便結束，便創造了這個計畫，製造能與亞當系列匹配的女性。
在AP完成後，EP也很快就完成了，成功的是第14號實驗體：「EVE－N」，荻野香澄取名為「諾伊休凡·舒坦因」。
以英文字母作為識別號碼。
聖骸
即基督2號的屍體，一般人認為基督2號是神秘死亡的，但實際上他是被暗殺的，目的是不想讓基督2號的資料落入敵國之手，據說兇手就是AP的創立者之一。
聖骸的頭部及上身保持得非常完整，AP高層極可能計畫在未來讓本尊復活。
表面在距故事時間的16年前，阿克萊特卻闖入地下室吸收了聖骸，聖骸也就永遠的消失了。
但因為阿克萊特的記憶是假的，真相可能是一直被收藏，又或者早以和左天同化的方式復活了而沒有以前的記憶。
未央的特製大鍋湯!!
庫魯斯在被阿克萊特炸飛後，醒來見到未央臨時煮的一鍋湯，材料都不是正常食物的野生動植物和實驗用生物。
奧里哈鋼
在核爆地區內發現的全新稀有金屬材料，非常輕、伸縮性絕佳，而且質地又強韌，是在第三次世界大戰中各國的新型炸彈交互作用下的產物，價格非常昂貴。
有研究專家發現，奧里哈鋼只要經過加工便可成為全世界數一數二重的超重量金屬，未央的玩偶便是用這種「加工奧里哈鋼」製成的。
大部分用在製作人工骨骼上，布雷德的身體內也有用奧里哈鋼補強過的骨頭。
潔貝特
製作未央熊娃娃的天才人形師，在故事中，當時的人形師開始挑戰製作高科技的人形（如機器人），在「城市」中是很盛行的職業。
在「城市」中，沒有執照的人形師是禁止製作有人工智慧的人形的，這也可能是潔貝特要搬進黑域的原因。
工會
亦譯作「行會」，類似「萬事屋」的組織，成員多半是變異人，工作內容包括解決糾紛、當保鑣之類的工作，只要有錢賺，從打掃廁所到殺人放火通通來者不拒，黑域裡的工會相當多，有秉著良心營業的也有不肖業者混雜其中。
地下都市
以大戰前的都市地下設施為基礎，早期逃進BS的的人們所居住的場所，因為在BS成立初期，BS是高度管制的禁區，而這些因失去身家財產、無依無靠而逃進BS的人們，只好偷偷躲在地下，躲避查緝。
由於現在政府默許了BS的存在，因此大部分人都搬到地面上，而地下都市也在一個個減少中。
老媽‧布雷克夫人
見NEEDLESS角色列表的西美翁聖玫瑰學園
教師陣容
見NEEDLESS角色列表的西美翁聖玫瑰學園
聖玫瑰學園
見NEEDLESS角色列表的西美翁聖玫瑰學園
不倒美
由華夏用「超尖端科技」所製作出的不倒翁，原本是一道陷阱，後來改造成戰鬥機器人，全名：「不倒美GT渦輪32改EX68000尼特羅FC」。
英格莉特和夢格莉特
哈特·菲爾德自行設計的新型複制人少女，外觀像小學生般的女童，受命以其幼弱的外表使布雷德動搖，但因為布雷德發現了「新的境界」而戰敗。
梅古羅玆的改造人
除了使用人造器官外，更大膽改變人的外觀或和動物融合，像鍊金術的合成獸一般。
新生全武裝迪斯妹妹
在被阿克萊特破壞了迪斯克的半機器人身體後，被華夏和潔貝特修理改造的，擁有高度戰鬥能力的人類兵器。
名字的秘密
緬古羅斯出於北歐神話的女神芙蕾婭的別名。
埃爾系統出於同左的待者。
科蘭絲是頭髮的意思。
舒杜羅姆是大河的意思。
上帝(Overlord)超越君主的皇帝，也是出於中文的上帝。
埃爾系統是緬古羅斯的治療系統。

## 單行本

### 日文版
- NEEDLESSニードレス 1 2004年6月18日發售 ISBN 4-0887-6634-2
- NEEDLESSニードレス 2 2005年1月19日發售 ISBN 4-0887-6748-9
- NEEDLESSニードレス 3 2005年8月19日發售  ISBN 4-0887-6846-9
- NEEDLESSニードレス 4 2006年3月17日發售  ISBN 4-0887-7059-5
- NEEDLESSニードレス 5 2006年10月19日發售  ISBN 4-0887-7165-6
- NEEDLESSニードレス 6 2007年5月18日發售  ISBN 4-0887-7271-7
- NEEDLESSニードレス 7 2008年1月18日發售  ISBN 4-0887-7389-6
- NEEDLESSニードレス 8 2008年10月17日發售  ISBN 4-0887-7520-1
- NEEDLESSニードレス 9 2009年7月17日發售  ISBN 4-0887-7690-9
- NEEDLESSニードレス 10 2009年11月19日發售  ISBN 978-4-08-877767-2
- NEEDLESSニードレス 11 2010年6月18日發售  ISBN 978-4-08-877886-0
- NEEDLESSニードレス 12 2010年12月17日發售  ISBN 978-4-08-879085-5
- NEEDLESSニードレス 13 2011年8月19日發售  ISBN 978-4-08-879179-1
- NEEDLESSニードレス 14 2012年3月19日發售  ISBN 978-4-08-879294-1
- NEEDLESSニードレス 15 2012年11月19日発売 ISBN 978-4-08-879442-6
- NEEDLESSニードレス 16 2013年9月19日発売 ISBN 978-4-08-879636-9
- NEEDLESSニードレス ZERO 2004年1月19日発売0 ISBN 4-0887-6564-8
- NEEDLESSニードレス ZERO TWO 2009年6月19日発売0 ISBN 4-0887-7672-0

### 中文版
中文(香港繁體字版為準)，譯者D.R，文化傳信出版，一部分資料未補完。
- NEEDLESS異能戰士 1 2006年5月發售 ISBN 9789628896707
- NEEDLESS異能戰士 2 2006年6月發售 ISBN 9789628925186
- NEEDLESS異能戰士 3 2006年7月發售 ISBN 9789628926718
- NEEDLESS異能戰士 4 2006年8月發售 ISBN 9789628945535
- NEEDLESS異能戰士 5 2007年3月發售 ISBN 9789628946662
- NEEDLESS異能戰士 6 2007年10月發售 ISBN  9789628965601
- NEEDLESS異能戰士 7 2008年4月發售 ISBN  9789628988679
- NEEDLESS異能戰士 8 2009年1月發售 ISBN  9789888008827
- NEEDLESS異能戰士 9 2010年1月發售 ISBN 9789888025558
- NEEDLESS異能戰士 10 2010年5月發售 ISBN 9789888049998
- NEEDLESS異能戰士 11 2010年11月發售  ISBN 9789888090242
- NEEDLESS異能戰士 12 2011年發售 ISBN未明
- NEEDLESS異能戰士 13 2011年 發售 ISBN未明
- NEEDLESS異能戰士 14 2012年3月發售 ISBN 9789888194988
- NEEDLESS異能戰士 15 2013年9月發售 ISBN 9784088794426
- NEEDLESS異能戰士 16 2015年11月發售 ISBN 9789571062525
- NEEDLESS異能戰士 ZERO 發售日期與ISBN未明
- NEEDLESS異能戰士 ZERO TWO 2011年發售 ISBN未明

台灣版「超能力大戰」是由尖端出版，譯者是洪子喬，同樣部分資料未完整，以上第十五和十六集的ISBN是台灣版。

## 相似題材的作品
- 黑暗物质三部曲
- 末日迷蹤系列
- 4400
- 超能奇兵
- 魔法禁書目錄
- 絕對可愛CHILDREN
- 核爆末世錄
- 黑之契約者
- 蒼色騎士
- 罪惡王冠
- 末世黑天使
- 666～撒旦～